# Felix Leitner
Felix Leitner (* 31. Dezember 1996 in Hall in Tirol) ist ein österreichischer Biathlet. Er wurde insgesamt dreimal Jugend- und Juniorenweltmeister und 2018 Europameister im Einzel.

## Werdegang
Felix Leitner stammt aus Mils bei Hall und startet für das Nordic Team Absam. Er ist Absolvent des Schigymnasium Stams und Sportler des Heeressportzentrums des Österreichischen Bundesheers. Zu seinen Vorbildern zählt er Ole Einar Bjørndalen, Martin Fourcade und Landsmann Dominik Landertinger.
Sein jüngerer Bruder Clemens ist als Skispringer aktiv.

### Große Erfolge im Juniorenbereich und EM-Titel
Leitner nahm erstmals 2014 an Jugendweltmeisterschaften teil, wo er in Presque Isle mit der Staffel Rang zehn belegte. Bei den Europameisterschaften 2015 in Otepää verpasste er mit dem vierten Platz mit der Mixedstaffel nur knapp eine Medaille. Nur wenige Wochen später sicherte er sich bei der Juniorenweltmeisterschaft in Minsk die Silbermedaille im Sprint sowie die Goldmedaille in der Verfolgung. Nach ersten Einsätzen im IBU-Cup krönte er sich 2016 im rumänischen Cheile Grădiștei zum zweifachen Juniorenweltmeister in Sprint und Einzel. Zudem gewann er die Bronzemedaille in der Verfolgung. Sein Weltcup-Debüt gab Leitner am 3. Dezember 2016 in Östersund, eine Woche später gewann er mit Platz 39 im Sprint auf der Pokljuka-Hochebene in Slowenien sogleich erste Weltcuppunkte. Bei seinem ersten Staffeleinsatz als Ersatzmann für Julian Eberhard lieferte er eine tadellose Leistung und verhalf seiner Mannschaft zu Platz sechs. Aufgrund einer starken Entzündung am rechten Zeigefinger musste sich Leitner Ende Jänner 2017 einer Operation unterziehen und verpasste damit die Heimweltmeisterschaften in Hochfilzen.

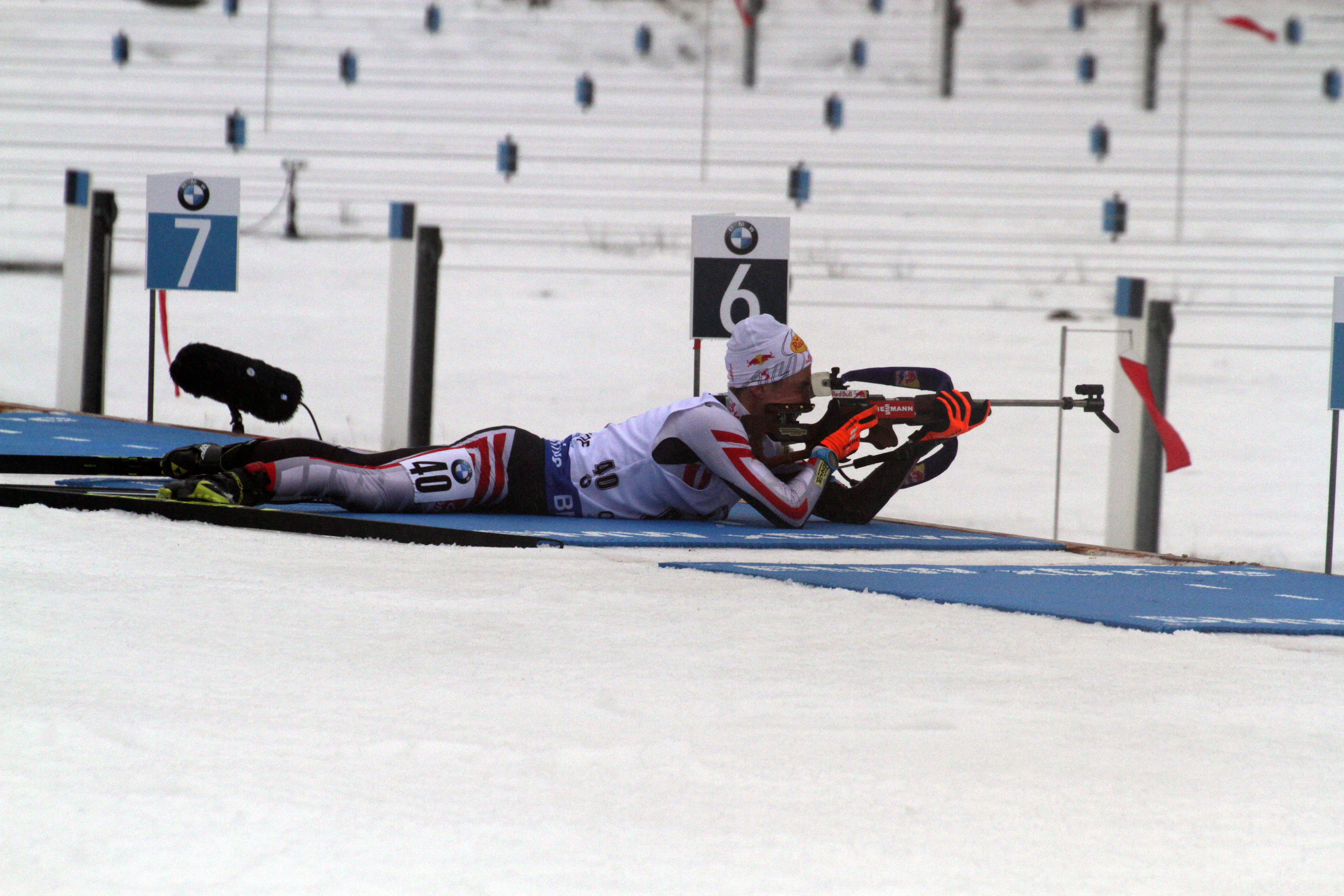
Leitner am Schießstand in Oberhof

In der Saison 2017/18 verpasste er zwar die Qualifikation für die Olympischen Spiele in Pyeongchang, konnte aber bei den Europameisterschaften in Ridnaun die Goldmedaille im Einzel gewinnen. Maßgeblich dafür waren 19 Treffer am Schießstand und die drittschnellste Laufzeit aller Athleten, womit er im Ziel über 40 Sekunden vor dem zweitplatzierten Tomáš Krupčík lag. Außerdem gelang ihm im März 2018 gemeinsam mit Dominik Landertinger, Simon Eder und Julian Eberhard sein erster Podestplatz mit der Staffel. In der nächsten Saison konnte er seine Trefferquote deutlich verbessern, gehörte in den Staffeln zur Stammbesetzung des österreichischen Teams und erreichte mit Rang zwölf im Sprint von Oberhof sein vorläufig bestes Weltcupresultat. Im März nahm er in Östersund erstmals an Weltmeisterschaften teil und qualifizierte sich mit guten Leistungen für den abschließenden Massenstart, in dem er mit Rang 19 auch sein bestes Einzelergebnis erreichte. Am Ende des Winters gelang ihm noch einmal eine Steigerung und er verpasste nach Sprintrang zehn als Vierter in der Verfolgung von Oslo nur knapp sein erstes Einzelpodest.

### Etablierung in der erweiterten Weltspitze
Leitners Leistungsentwicklung hatte seinen vorläufigen Höhepunkt in der Saison 2019/20. Nachdem er schon in Hochfilzen auf Rang acht im Sprint und in Le Grand-Bornand auf Platz zwölf im Massenstart gelaufen war, realisierte er am Wochenende von Ruhpolding mit der Staffel seine zweite Podestplatzierung. Äußerst erfolgreich verliefen die Weltmeisterschaften in Antholz, in deren Rahmen der Tiroler zunächst als jeweils Neunter in Sprint und Verfolgung zweimal bester Österreicher war und im Massenstart mit zweitbester Laufzeit des Feldes knapp zwölf Sekunden hinter dem Bronzemedaillengewinner Émilien Jacquelin Rang sechs belegte. Die Saison schloss er auf dem 22. Rang der Gesamtwertung ab. Auch 2020/21 verlief mit mehreren Top-20-Platzierungen bis zum Jahreswechsel zufriedenstellend, im Jänner 2021 gelang ihm daraufhin dank fehlerfreiem Schießen beim Massenstart in Oberhof sein erster Podestplatz in einer Einzeldisziplin. Dabei ging er zeitgleich mit Benjamin Weger und Simon Eder auf die Schlussrunde, konnte beide überholen und musste sich im Ziel lediglich Tarjei Bø geschlagen geben. Gemeinsam mit Lisa Hauser gewann Leitner im folgenden Dezember die World Team Challenge in Ruhpolding, kurz zuvor traf er beim Massenstartrennen von Le Grand-Bornand erneut alle Scheiben, verließ den Schießstand als Zweiter und belegte im Ziel mit fünf Sekunden Rückstand auf die Podestränge Platz vier. Im Februar 2022 nahm er schließlich an seinen ersten Olympischen Spielen teil und erzielte mit den Plätzen 16 und 10 in Einzel und Verfolgung achtbare Resultate.

### Leistungsabfall
Seit Beginn des Winters 2022/23 befindet sich Leitner anhand seiner Weltcupplatzierungen in einem Abwärtstrend. Jene Saison musste er nach zunächst ansprechenden Leistungen noch vor den Weltmeisterschaften „aufgrund von immer wiederkehrenden körperlichen Problemen“ beenden, im Folgewinter fiel er vor allem in seinen läuferischen Werten zurück und konnte sich nur durch gutes Schießen – so beispielsweise als Elfter des Einzels von Östersund – zu Platzierungen in den Punkterängen retten. Trotzdem beendete der Tiroler auch diese Saison infolge der WM aus „körperlichen, mentalen und gesundheitlichen“ Gründen vorzeitig. Ende 2024 teilte er in einem Interview mit dem Portal laola1.at mit, in Zuversicht auf eine Rückkehr zur alten Form aus der Trainingsgruppe des ÖSV ausgetreten zu sein und privat unter Florian Steirer und Stefan Maier zu trainieren. Entgegen der Hoffnungen verpasste Leitner mit zwei Ausnahmen in sämtlichen Wettkämpfen die Punkteränge und aufgrund eines grippalen Infektes auch zum erneuten Male die Weltmeisterschaften. Für die olympische Saison 2025/26 erhielt er daraufhin keinen Kaderstatus.

## Statistiken

### Weltcupplatzierungen
Die Tabelle zeigt alle Platzierungen (je nach Austragungsjahr einschließlich Olympische Spiele und Weltmeisterschaften).
- 1.–3. Platz: Anzahl der Podiumsplatzierungen
- Top 10: Anzahl der Platzierungen unter den ersten zehn (einschließlich Podium)
- Punkteränge: Anzahl der Platzierungen innerhalb der Punkteränge (einschließlich Podium und Top 10)
- Starts: Anzahl gelaufener Rennen in der jeweiligen Disziplin
- Staffel: inklusive Mixed- und Single-Mixed-Staffeln

| Platzierung               | Einzel | Sprint | Verfolgung | Massenstart | Staffel | Gesamt |
| ------------------------- | ------ | ------ | ---------- | ----------- | ------- | ------ |
| 1. Platz                  |        |        |            |             |         |        |
| 2. Platz                  |        |        |            | 1           | 1       | 2      |
| 3. Platz                  |        |        |            |             | 1       | 1      |
| Top 10                    |        | 3      | 4          | 3           | 37      | 47     |
| Punkteränge               | 12     | 31     | 26         | 15          | 49      | 133    |
| Starts                    | 18     | 62     | 38         | 15          | 49      | 182    |
| Stand: Saisonende 2024/25 |        |        |            |             |         |        |

### Weltcupwertungen
Ergebnisse bei Biathlon-Weltcups (Disziplinen- und Gesamtweltcup) gemäß Punktesystem:
| Saison  | Einzel | Einzel | Sprint | Sprint | Verfolgung | Verfolgung | Massenstart | Massenstart | Gesamt | Gesamt |
| Saison  | Platz  | Punkte | Platz  | Punkte | Platz      | Punkte     | Platz       | Punkte      | Platz  | Punkte |
| ------- | ------ | ------ | ------ | ------ | ---------- | ---------- | ----------- | ----------- | ------ | ------ |
| 2016/17 | –      | –      | 87.    | 4      | –          | –          | –           | –           | 103.   | 4      |
| 2017/18 | 45.    | 13     | 83.    | 6      | –          | –          | –           | –           | 77.    | 19     |
| 2018/19 | 31.    | 37     | 27.    | 115    | 19.        | 135        | 31.         | 36          | 27.    | 323    |
| 2019/20 | 27.    | 37     | 22.    | 116    | 28.        | 58         | 21.         | 89          | 22.    | 300    |
| 2020/21 | 29.    | 39     | 26.    | 113    | 26.        | 101        | 23.         | 60          | 24.    | 313    |
| 2021/22 | 33.    | 21     | 30.    | 92     | 26.        | 104        | 13.         | 98          | 29.    | 315    |
| 2022/23 | –      | –      | 41.    | 37     | 31.        | 65         | 38.         | 21          | 37.    | 123    |
| 2023/24 | 33.    | 30     | 50.    | 27     | 43.        | 32         | 41.         | 8           | 42.    | 97     |
| 2024/25 | 51.    | 13     | –      | –      | 48.        | 25         | –           | –           | 60.    | 38     |

### Olympische Winterspiele

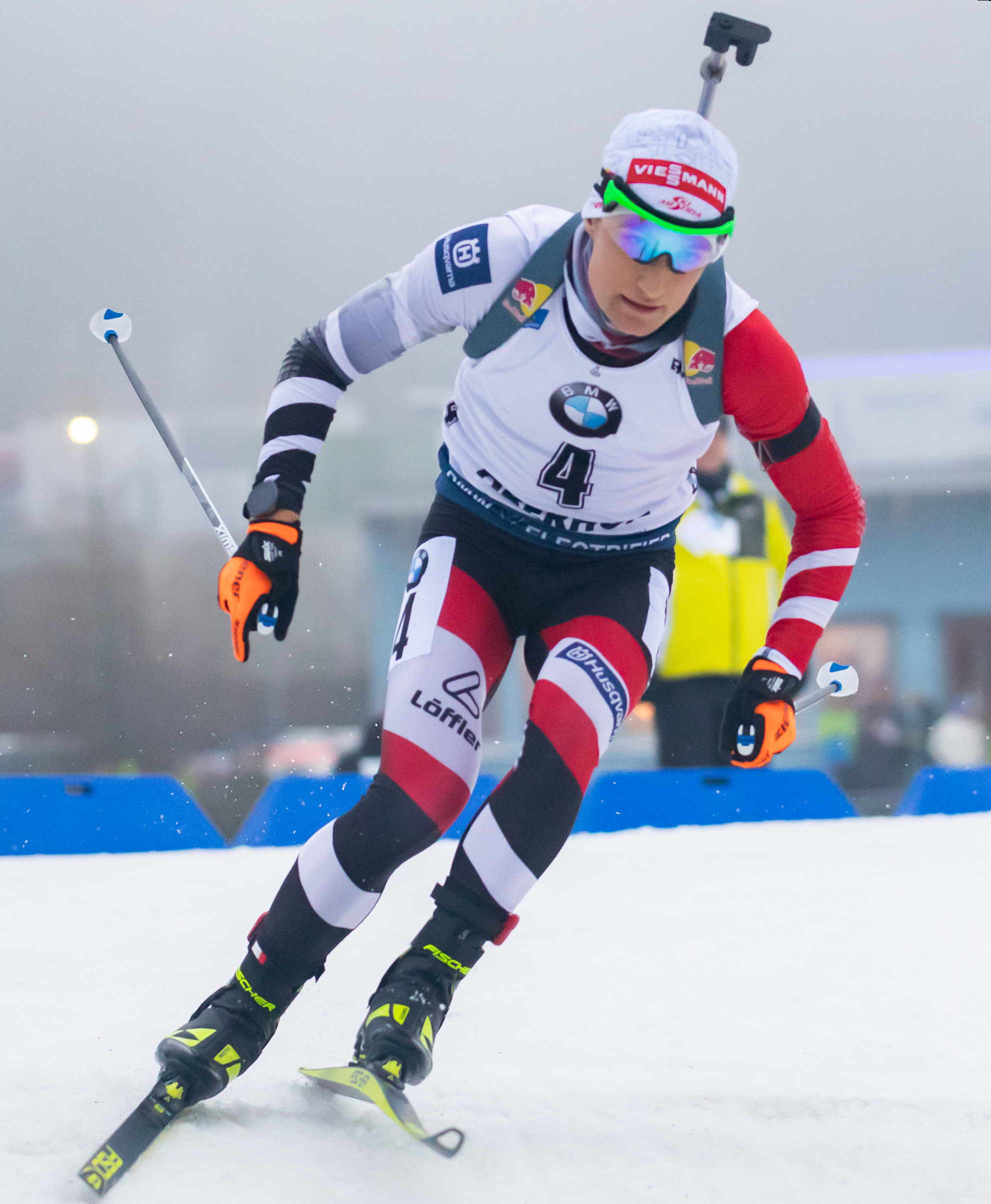
Leitner im Jänner 2020 in Oberhof

Ergebnisse bei Olympischen Winterspielen:
|                                        | Einzelwettbewerbe | Einzelwettbewerbe | Einzelwettbewerbe | Einzelwettbewerbe | Staffelwettbewerbe | Staffelwettbewerbe |
| Einzel                                 | Sprint            | Verfolgung        | Massenstart       | Männerstaffel     | Mixedstaffel       |                    |
| -------------------------------------- | ----------------- | ----------------- | ----------------- | ----------------- | ------------------ | ------------------ |
| Olympische Winterspiele 2022 \| Peking | 16.               | 46.               | 10.               | 29.               | 10.                | 10.                |

### Weltmeisterschaften
Ergebnisse bei Weltmeisterschaften:
| Weltmeisterschaften | Weltmeisterschaften | Einzelwettbewerbe | Einzelwettbewerbe | Einzelwettbewerbe | Einzelwettbewerbe | Staffelwettbewerbe | Staffelwettbewerbe | Staffelwettbewerbe |
| Jahr                | Ort                 | Einzel            | Sprint            | Verfolgung        | Massenstart       | Männerstaffel      | Mixedstaffel       | S.-M.-Staffel      |
| ------------------- | ------------------- | ----------------- | ----------------- | ----------------- | ----------------- | ------------------ | ------------------ | ------------------ |
| 2019                | Östersund           | 30.               | 36.               | 22.               | 19.               | 8.                 | –                  | –                  |
| 2020                | Antholz             | 27.               | 9.                | 9.                | 6.                | 6.                 | 8.                 | –                  |
| 2021                | Pokljuka            | 14.               | 51.               | 44.               | –                 | 10.                | –                  | –                  |
| 2024                | Nové Město          | 57.               | 49.               | 39.               | –                 | 12.                | –                  | –                  |

### Jugend-/Juniorenweltmeisterschaften
Leitner nahm bis 2015 an den Jugend- und 2016 an den Juniorenwettkämpfen teil.
| Weltmeisterschaften | Weltmeisterschaften | Einzelwettbewerbe | Einzelwettbewerbe | Einzelwettbewerbe | Männerstaffel |
| Jahr                | Ort                 | Einzel            | Sprint            | Verfolgung        | Männerstaffel |
| ------------------- | ------------------- | ----------------- | ----------------- | ----------------- | ------------- |
| 2014                | Presque Isle        | 24.               | 41.               | 26.               | 10.           |
| 2015                | Minsk               | 10.               | 2.                | 1.                | 6.            |
| 2016                | Cheile Grădiștei    | 1.                | 1.                | 3.                | 7.            |

### IBU-Cup-Siege
| Nr. | Datum         | Ort          | Disziplin |
| --- | ------------- | ------------ | --------- |
| 1.  | 24. Jan. 2018 | Ridnaun (EM) | Einzel    |